# Adolph Artz

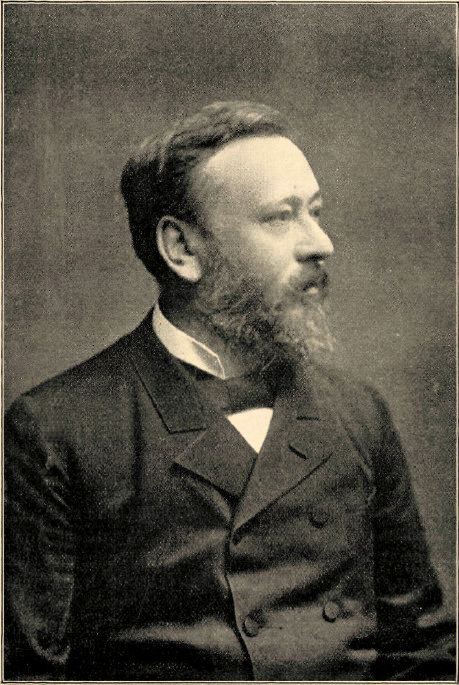
Adolph Artz

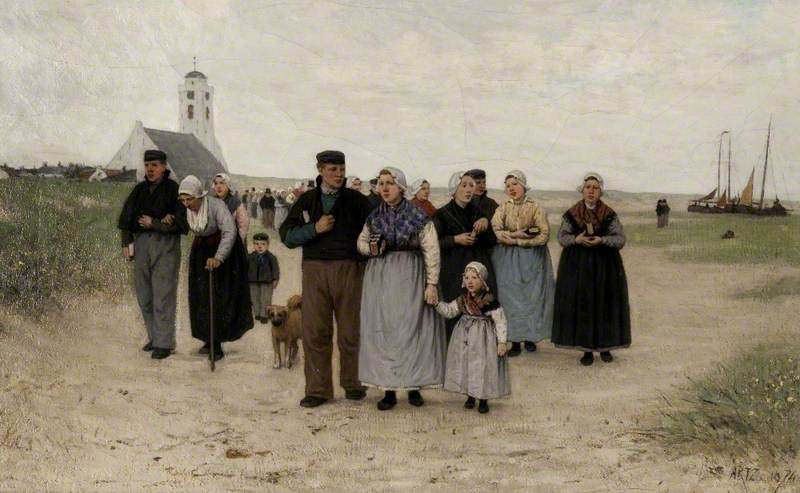
Nach dem Gottesdienst

David Adolphe Constant Artz (* 18. Dezember 1837 in Den Haag; † 8. November 1890 ebenda) war ein niederländischer Maler, der sein Schaffen dem Leben niederländischer Fischerfamilien widmete. Er gehört zur Zweiten Generation der Haager Schule.

## Leben
Von 1855 bis 1864 studierte Artz an der Rijksakademie van beeldende kunsten in Amsterdam bei Johannes Hinderikus Egenberger und Louis Royer. Unter dem Einfluss von Jozef Israëls widmete er sein Schaffen dem Leben niederländischer Fischerfamilien sowie den Strandszenen. Er arbeitete 1859 mit Israëls in Zandvoort zusammen.
Den Zeitraum von 1866 bis 1874 verbrachte Artz in Paris, wo er bei Gustave Courbet studierte, auf dessen Rat er sein eigenes Atelier gründete. Er wurde damals vom niederländischen Schriftsteller Johannes Kneppelhout finanziell unterstützt. In Paris wohnte er mit dem Violinisten Jan de Graan zusammen, von dem er ein Porträt malte. Er stand auch in engem Kontakt mit seinen niederländischen Kollegen Jacob Maris und Frederik Hendrik Kaemmerer. Während er in Paris lebte, unternahm er eine Reihe von Auslandsreisen: Im Mai/Juni 1869 besuchte er Schottland, im November 1869 Deutschland, im Juni 1870 England und im Januar 1872 Italien.
In diesen Jahren war Artz kommerziell recht erfolgreich; zahlreiche Arbeiten verkaufte er über den renommierten Kunsthändler Goupil & Cie. Auch der in Paris tätige Kunsthändler Theo van Gogh, der Bruder von Vincent van Gogh, hatte Ende der 1880er Jahre Werke von Artz in seiner Sammlung. In der Pariser Zeit nahm Artz Einflüsse aus der japanischen Kunst und dem Impressionismus auf, die in seinem Schaffen allerdings erst später zum Tragen kamen.
Ab 1874 lebte und arbeitete er wieder in Den Haag, wo er erneut das Leben der Scheveninger Fischer als Hauptthema auswählte. Er war Mitglied der Hollandsche Teekenmaatschappij und wurde vom König Wilhelm III. mit dem Orden der Eichenkrone ausgezeichnet. 1890 starb er, noch nicht 53 Jahre alt.
Werke von Artz befinden sich in den Sammlungen des Rijksmuseum Amsterdam, des Gemeentemuseum Den Haag und des Katwijks Museum.
Sein Sohn Constant David Ludovic Artz (1870–1951) war ebenfalls als Maler, sowie Kunstlehrer und -händler tätig. Seine Werke, vor allem Landschaften mit Mühlen oder Enten an Gewässern, signierte er mit Constant Artz.